# Дипло
Дипло, Дипла (від грецьк. діплос «подвоєний, подвійний, зігнутий удвічі») — сідловина (перевал) з галявиною між горою Чамни-Бурун і Бабуган-яйлою, Крим, Україна. Знаходиться на крайній північно-східній точці Бабуган-яйли. 
Сідловина — зручний перехід від Південного узбережжя до ріки Узень-Баш і водоспаду Головкінського.
Найближче джерело — Ак-Чокрак.

## Галерея

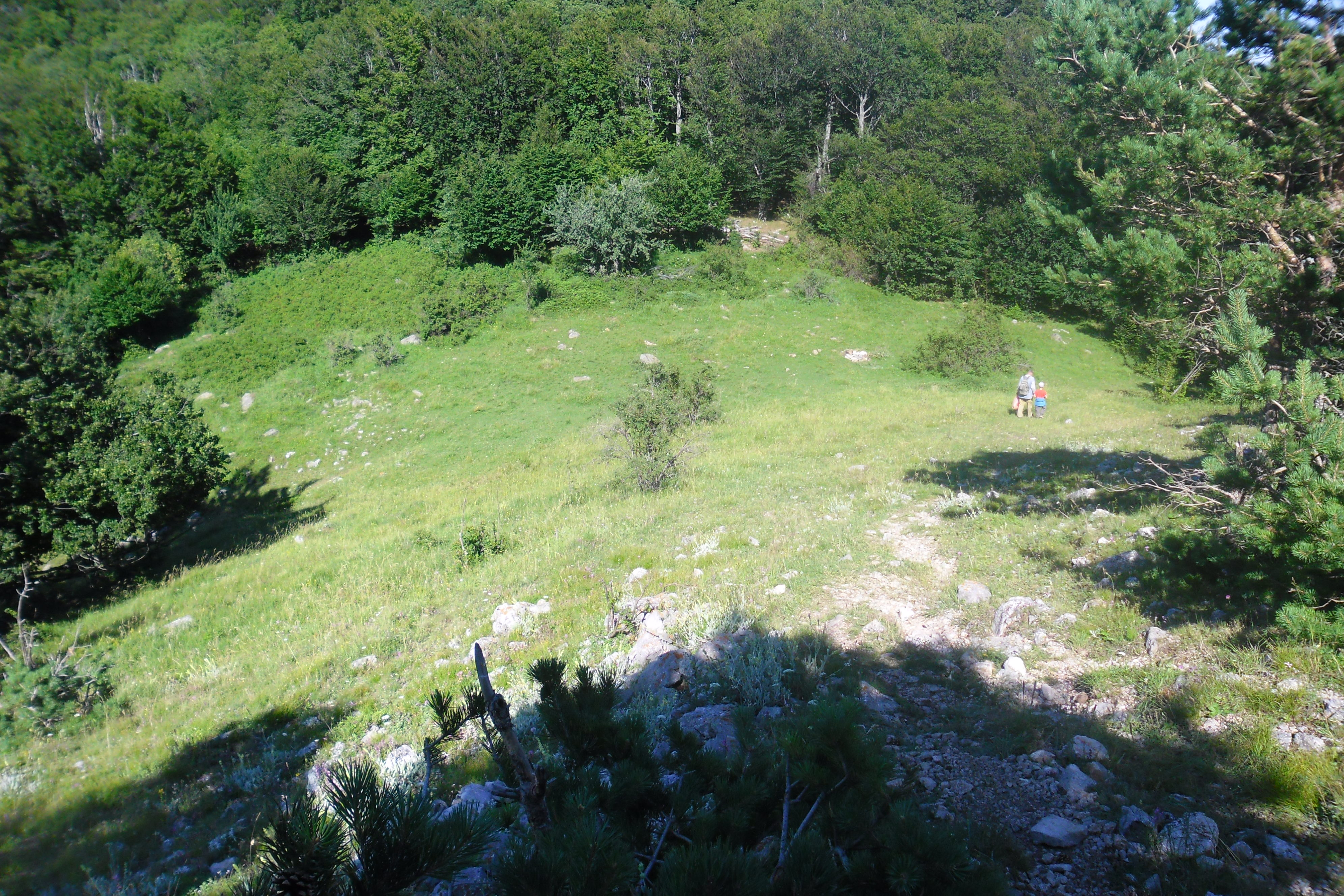
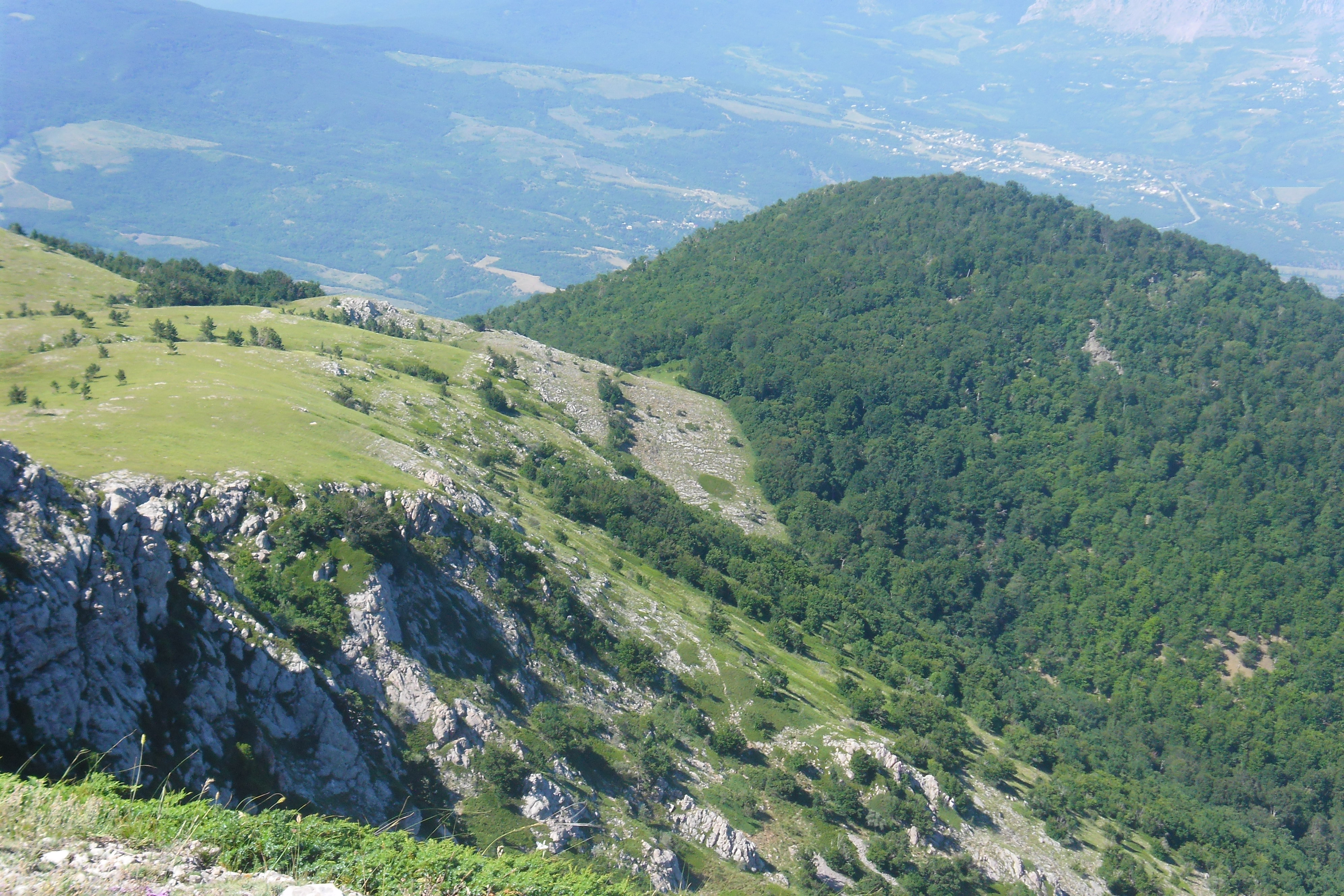
Дипло. Вид з гори Куш-Кая.
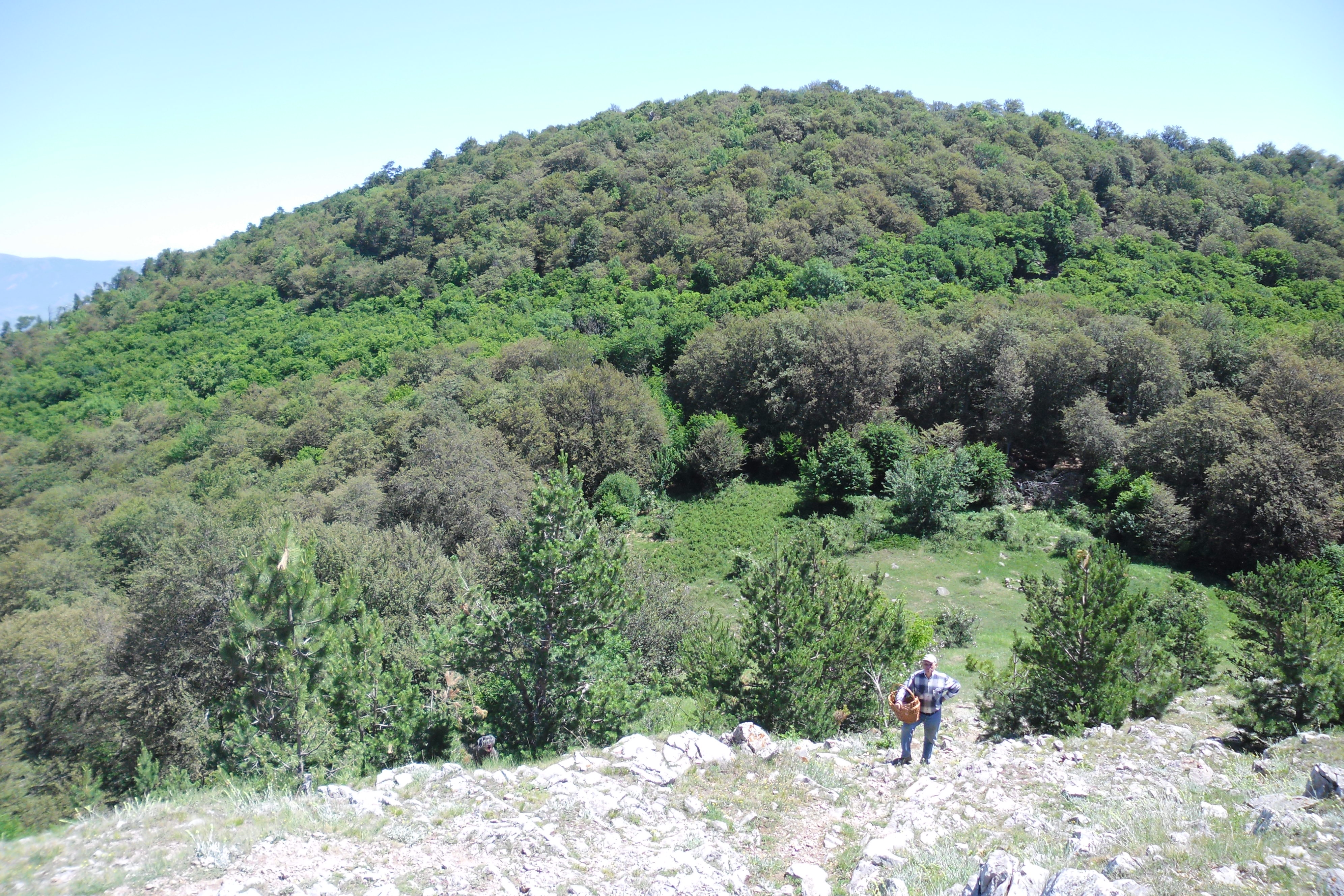
Вид з Бабуган-яйли на г. Чамни-Бурун. Внизу — сідловина і галявина Дипло.